# Alexander Auerbach
Alexander Auerbach (* 24. Dezember 1988) ist ein deutscher Handballspieler. Er ist 1,89 m groß und wog um 2014 91 kg.
Auerbach, der in der Saison 2010/11 für den deutschen Zweitligisten HSC 2000 Coburg spielte und in der Saison 2011/12 für die HSG Düsseldorf auf Torejagd ging, wird meist als Rückraum Mitte eingesetzt. Zuvor spielte Auerbach beim SC Magdeburg II.
Im Sommer 2012 schloss sich Auerbach dem Drittligisten 1. VfL Potsdam an. Im Januar 2013 wechselte er zum Zweitligisten ASV Hamm-Westfalen, wo er lange verletzt nur zuschauen konnte. 2014 verließ er den ASV mit noch unbekanntem Ziel.